# La vida loca
Pour plus de détails, voir Fiche technique et Distribution.
La vida loca est un documentaire mexicano-français réalisé par Christian Poveda, sorti en 2009.
Le documentaire suit le quotidien des maras, ces gangs salvadoriens dirigés, connus pour leur ultra-violence et leur cruauté. Ils sont construits sur le modèle des gangs de Los Angeles et sèment la terreur dans toute l'Amérique centrale. Ce nouveau fléau mondial détruit par la violence aveugle les principes démocratiques et condamne à mort une jeunesse privée de tout espoir d'avenir.

## Synopsis
Ce documentaire raconte la vie courante des membres (masculins et féminins) de la Mara 18, près de San Salvador. Cette vie est faite de fusillades, enterrements, représailles, contrôles de police, de peines de prison, et de « panier à salade ».
On y voit aussi les actions de la police, qui reconnait son impuissance à juguler cette guerre par une politique purement répressive ; le chef de la police réclame la mise en place de programmes de réinsertion pour les jeunes de ces gangs qui sont entraînés dans un cycle infernal : chaque règlement de comptes est suivi des représailles adverses...
On peut aussi suivre l'histoire de personnes membres de la Mara mais désirant désormais se repentir dans la boulangerie et laisser le crime derrière eux. Malheureusement, le gangster qui a eu l'idée de faire cette boulangerie se fera arrêter et accuser d'homicide, symbole de la répression policière sans limite qui est loin de sortir le pays de la violence comme certains voudraient le faire croire...

## Parcours du réalisateur
Le réalisateur Christian Poveda a longtemps vécu au Salvador. C'est en 1980 qu'il y vient pour la première fois, en tant que photo reporter. Il y couvre l'actualité au quotidien jusqu'au début des années 1990. C'est en 1991 qu'il y réalise son premier documentaire, ce qui lui permet de se faire de nombreux amis et contacts dans le pays. En 1990, après avoir quitté le photojournalisme, il décide de se consacrer entièrement à la réalisation de documentaires. Le cinéaste signe ainsi On ne tue que le temps en 1996 et Voyage au bout de la droite en 1998. Dix ans plus tard, il réalise La vida loca, son premier long métrage, qui suit le quotidien de jeunes salvadoriens vivant au rythme de l'ultra-violence des gangs. Le tournage se déroule sur 16 mois auprès de bande criminel "maras". Son tournage se concentre particulièrement sur la Mara 18.
Il est assassiné le 2 septembre 2009, de quatre balles dans la tête, alors qu'il rentrait d'un tournage avec la Mara 18. Le meurtre de Poveda a été attribué aux « mareros » qu'il fréquentait. Il y a plusieurs hypothèse sur les raisons de son assassinat...

## Fiche technique
- Musique : Rocca
- Photographie : Christian Poveda
- Production : Carole Solive
- Pays de production :  Espagne,  Mexique,  France,  Salvador
- Langue : français, espagnol
- Durée : 90 minutes
- Date de sortie : France : 30 septembre 2009

### Source
- https://www.lemonde.fr/ameriques/article/2012/04/11/salvador-qui-a-tue-christian-poveda_5990889_3222.html#:~:text=A%20San%20Salvador%2C%20le%20meurtre,Mara%2018%20ou%20Barrio%2018.
- https://blogs.mediapart.fr/camilleguillaume/blog/090710/retour-sur-lassassinat-de-christian-poveda